# 5218 Kutsak
5218 Kutsak eller 1969 TB3 är en asteroid i huvudbältet som upptäcktes den 9 oktober 1969 av den rysk- sovjetiska astronomen Bella Burnasjeva vid Krims astrofysiska observatorium på Krim. Den är uppkallad efter lärarinnan Maria Romanovna Kutsak (1928–1997).
Asteroiden har en diameter på ungefär nio kilometer.